# Carl Gustaf von Ehrenheim (militär)
Carl Gustaf von Ehrenheim, född den 20 december 1830 på Munga, Romfartuna socken, död den 24 juli 1918 i Stockholm, var en svensk militär. Han var huvudman i ätten von Ehrenheim.
von Ehrenheim blev kadett vid Krigsskolan på Karlberg 1846. Efter att ha lämnat utbildningen i förtid 1850 antogs han ånyo följande år och utexaminerades 1854. von Ehrenheim blev underlöjtnant vid Livregementets grenadjärkår sistnämnda år, löjtnant där 1858, kapten där 1867, major 1880 samt överstelöjtnant och sekundchef 1884. Han befordrades till överste i armén 1891 och beviljades avsked 1893. von Ehrenheim blev riddare av Svärdsorden 1874.